# Mimoides hipparchus
Mimoides hipparchus is een vlinder uit de familie van de pages (Papilionidae). De wetenschappelijke naam van de soort is voor het eerst geldig gepubliceerd in 1884 door Otto Staudinger. Deze naam wordt wel beschouwd als een synoniemvan Mimoides phaon.